# Tinieblas de la Sierra
Tinieblas de la Sierra – gmina w Hiszpanii, w prowincji Burgos, w Kastylii i León, o powierzchni 29,38 km². W 2011 roku gmina liczyła 43 mieszkańców.